# Convenção Nacional Republicana de 2008
A Convenção Nacional Republicana de 2008 dos Estados Unidos foi realizada em setembro de 2008 em Saint Paul, Minnesota.